# 南部定理
南部-戈德斯通定理（Nambu-Goldstone Theorem）指連續對稱性被自发破缺后必存在零质量玻色粒子（南部-金石玻色子、Nambu-Goldstone bosons）这一定论，此粒子被称为戈德斯通玻色子（或称南部-戈德斯通玻色子）。这个定理在粒子物理中有着重要应用，如π介子就是对应着近似手徵對稱性破缺的戈德斯通玻色子。
该定理是以南部阳一郎命名的。

## 证明
参看
1. Peskin Schroeder. Intro QFT. Chapter 11.
2. Anthony Zee. 徐一鴻，Quantum Field Theory in a Nutshell.

## 參閱
- 手征对称性
- 自发破缺
- 希格斯机制